# Coupe de France 1964/65
Het seizoen 1964/65 was het 48e seizoen van de Coupe de France in het voetbal. Het toernooi werd georganiseerd door de Franse voetbalbond.
Dit seizoen namen er 1184 clubs deel. De competitie ging in de zomer van 1964 van start en eindigde op 26 mei 1965 met de beslissingswedstrijd in de finale in het Parc des Princes in Parijs. De finale werd gespeeld tussen Stade Rennes en UA Sedan Torcy (beide clubs stonden voor de derde keer in de finale). Stade Rennes veroverde voor de eerste keer de beker door UA Sedan Torcy met 3-1 te verslaan.
Als bekerwinnaar vertegenwoordigde Stade Rennes Frankrijk in de Europacup II 1965/66.

## Uitslagen

### 1/32 finale
De wedstrijden werden op 17 en 24 januari (UA Sedan Torcy - JS Audun) gespeeld, de beslissingswedstrijden op 24 en 28 januari (OGC Nice - Olympique Nîmes). De 18 clubs van de Division 1 kwamen in deze ronde voor het eerst in actie.
| Winnaar                 | Uitslag     | Verliezer          |
| ----------------------- | ----------- | ------------------ |
| Stade Rennes            | 2-0         | Red Star Olympique |
| UA Sedan Torcy          | 1-0         | JS Audun           |
| AS Saint-Étienne        | 3-1         | FC Grenoble        |
| Stade Français          | 9-2         | US Champagne       |
| OGC Nice                | 2-2 nv; 2-1 | Olympique Nîmes    |
| Sporting Toulon         | 1-0 nv      | Olympique Lyon     |
| US Valenciennes-Anzin   | 5-0         | FC Dieppe          |
| RC Strasbourg           | 2-0         | US Forbach         |
| Olympique Saint-Quentin | 0-0 nv; 2-0 | FC Gueugnon        |
| FC Sochaux              | 2-2 nv; 3-0 | ECAC Chaumont      |
| FC Rouen                | 5-0         | RC Paris           |
| FC Nantes               | 3-2         | Girondins Bordeaux |
| Toulouse FC             | 2-0         | Limoges FC         |
| Stade Reims             | 4-0         | US Dunkerque       |
| AS Cherbourg            | 3-2 nv      | SCO Angers         |
| SSMC Miramas            | 4-0         | US Albi            |

| Winnaar                | Uitslag     | Verliezer            |
| ---------------------- | ----------- | -------------------- |
| RC Lens                | 3-0         | RC Arras             |
| Amiens SC              | 2-1 nv      | US Boulogne          |
| AS Monaco              | 5-1         | AS Cannes            |
| FC Annecy              | 2-1         | SEC Bastia           |
| US Le Mans             | 2-1         | Stade Quimper        |
| US Quevilly            | 3-3 nv; 3-0 | US Bruay             |
| CA Mantes              | 2-0         | ESA Brive            |
| AS Mutzig              | 4-0         | CS Louhans           |
| VS Chartres            | 3-1         | AS Brest             |
| Hyères FC              | 2-2 nv; 3-2 | SO Montpellier       |
| FC Metz                | 3-0         | AC Évreux            |
| Lille OSC              | 3-0         | AS Beauvais-Marissel |
| AS Aix                 | 2-1         | Gazélec FCO Ajaccio  |
| AS Béziers             | 2-1         | RC Agde              |
| AAJ Blois              | 6-1         | Chamois Niort FC     |
| CS Pierrots Strasbourg | 2-0         | RCFC Besançon        |

### 1/16 finale
De wedstrijden werden op 13 (US Valenciennes-Anzin - CA Mantes) en 14 februari gespeeld, de beslissingswedstrijden op 21 (AS Cherbourg - AAJ Blois) en 24 februari (FC Nantes - Lille OSC).
| Winnaar               | Uitslag | Verliezer   |
| --------------------- | ------- | ----------- |
| Stade Rennes          | 4-3     | RC Lens     |
| UA Sedan Torcy        | 2-1 nv  | Amiens SC   |
| AS Saint-Étienne      | 3-0     | AS Monaco   |
| Stade Français        | 2-0     | FC Annecy   |
| OGC Nice              | 2-0     | US Le Mans  |
| Sporting Toulon       | 2-0     | US Quevilly |
| US Valenciennes-Anzin | 6-1     | CA Mantes   |
| RC Strasbourg         | 1-0 nv  | AS Mutzig   |

| Winnaar                 | Uitslag     | Verliezer              |
| ----------------------- | ----------- | ---------------------- |
| Olympique Saint-Quentin | 1-0         | VS Chartres            |
| FC Sochaux              | 2-1         | Hyères FC              |
| FC Rouen                | 2-1         | FC Metz                |
| FC Nantes               | 2-2 nv; 3-0 | Lille OSC              |
| Toulouse FC             | 1-0         | AS Aix                 |
| Stade Reims             | 2-1         | AS Béziers             |
| AS Cherbourg            | 0-0 nv; 2-1 | AAJ Blois              |
| SSMC Miramas            | 3-1         | CS Pierrots Strasbourg |

### 1/8 finale
De wedstrijden werden op 7 maart gespeeld, de beslissingswedstrijden op 18 maart.
| Winnaar          | Uitslag | Verliezer               |
| ---------------- | ------- | ----------------------- |
| Stade Rennes     | 10-0    | Olympique Saint-Quentin |
| UA Sedan Torcy   | 2-1     | FC Sochaux              |
| AS Saint-Étienne | 1-0     | FC Rouen                |
| Stade Français   | 3-1     | FC Nantes               |

| Winnaar               | Uitslag        | Verliezer    |
| --------------------- | -------------- | ------------ |
| OGC Nice              | 2-2 nv; 1-0 nv | Toulouse FC  |
| Sporting Toulon       | 2-1            | Stade Reims  |
| US Valenciennes-Anzin | 0-0 nv; 3-0    | AS Cherbourg |
| RC Strasbourg         | 1-0            | SSMC Miramas |

### Kwartfinale
De wedstrijden werden op 22 maart gespeeld.
| Winnaar          | Uitslag | Verliezer             |
| ---------------- | ------- | --------------------- |
| Stade Rennes     | 5-2     | OGC Nice              |
| UA Sedan Torcy   | 3-1     | Sporting Toulon       |
| AS Saint-Étienne | 3-2     | US Valenciennes-Anzin |
| Stade Français   | 2-1     | RC Strasbourg         |

### Halve finale
De wedstrijden werden op 30 april gespeeld.
| Winnaar        | Uitslag | Verliezer        |
| -------------- | ------- | ---------------- |
| Stade Rennes   | 3-0     | AS Saint-Étienne |
| UA Sedan Torcy | 4-3     | Stade Français   |

### Finale
De wedstrijd werd op 23 mei 1965 gespeeld in het Parc des Princes in Parijs voor 36.789 toeschouwers. De wedstrijd stond onder leiding van scheidsrechter Michel Kitabdjian. De beslissingswedstrijd werd op 26 mei voor 26.792 toeschouwers gespeeld, in hetzelfde stadion, onder dezelfde leiding.
| Winnaar                                                           | Uitslag | Finalist                           |
| ----------------------------------------------------------------- | ------- | ---------------------------------- |
| Stade Rennes                                                      | 2-2 nv  | UA Sedan Torcy                     |
| André Ascensio 44' Daniel Rodighiero 61'                          |         | 11' Jacques Marie 15' André Perrin |
| beslissingswedstrijd                                              |         |                                    |
| Stade Rennes                                                      | 3-1     | UA Sedan Torcy                     |
| Daniel Rodighiero 47' Marcel Loncle 77' Daniel Rodighiero (s) 86' |         | 20' (s) Yves Herbet                |

1917/18 · 1918/19 · 1919/20 · 1920/21 · 1921/22 · 1922/23 · 1923/24 · 1924/25 · 1925/26 · 1926/27 · 1927/28 · 1928/29 · 1929/30 · 1930/31 · 1931/32 · 1932/33 · 1933/34 · 1934/35 · 1935/36 · 1936/37 · 1937/38 · 1938/39 · 1939/40 · 1940/41 · 1941/42 · 1942/43 · 1943/44 · 1944/45 · 1945/46 · 1946/47 · 1947/48 · 1948/49 · 1949/50 · 1950/51 · 1951/52 · 1952/53 · 1953/54 · 1954/55 · 1955/56 · 1956/57 · 1957/58 · 1958/59 · 1959/60 · 1960/61 · 1961/62 · 1962/63 · 1963/64 · 1964/65 · 1965/66 · 1966/67 · 1967/68 · 1968/69 · 1969/70 · 1970/71 · 1971/72 · 1972/73 · 1973/74 · 1974/75 · 1975/76 · 1976/77 · 1977/78 · 1978/79 · 1979/80 · 1980/81 · 1981/82 · 1982/83 · 1983/84 · 1984/85 · 1985/86 · 1986/87 · 1987/88 · 1988/89 · 1989/90 · 1990/91 · 1991/92 · 1992/93 · 1993/94 · 1994/95 · 1995/96 · 1996/97 · 1997/98 · 1998/99 · 1999/00 · 2000/01 · 2001/02 · 2002/03 · 2003/04 · 2004/05 · 2005/06 · 2006/07 · 2007/08 · 2008/09 · 2009/10 · 2010/11 · 2011/12 · 2012/13 · 2013/14 · 2014/15 · 2015/16 · 2016/17 · 2017/18 · 2018/19 · 2019/20 · 2020/21 · 
2021/22 · 2022/23 · 2023/24 · 2024/25 ·